# Mandevilla coccinea
Mandevilla coccinea är en oleanderväxtart som först beskrevs av William Jackson Hooker och Arn., och fick sitt nu gällande namn av R. E. Woodson. Mandevilla coccinea ingår i släktet Mandevilla och familjen oleanderväxter. Inga underarter finns listade i Catalogue of Life.